# Vielsalm
Vielsalm (Waals: Li Viye Såm) is een plaats en gemeente in de provincie Luxemburg in België. De gemeente telt ongeveer 7.900 inwoners.

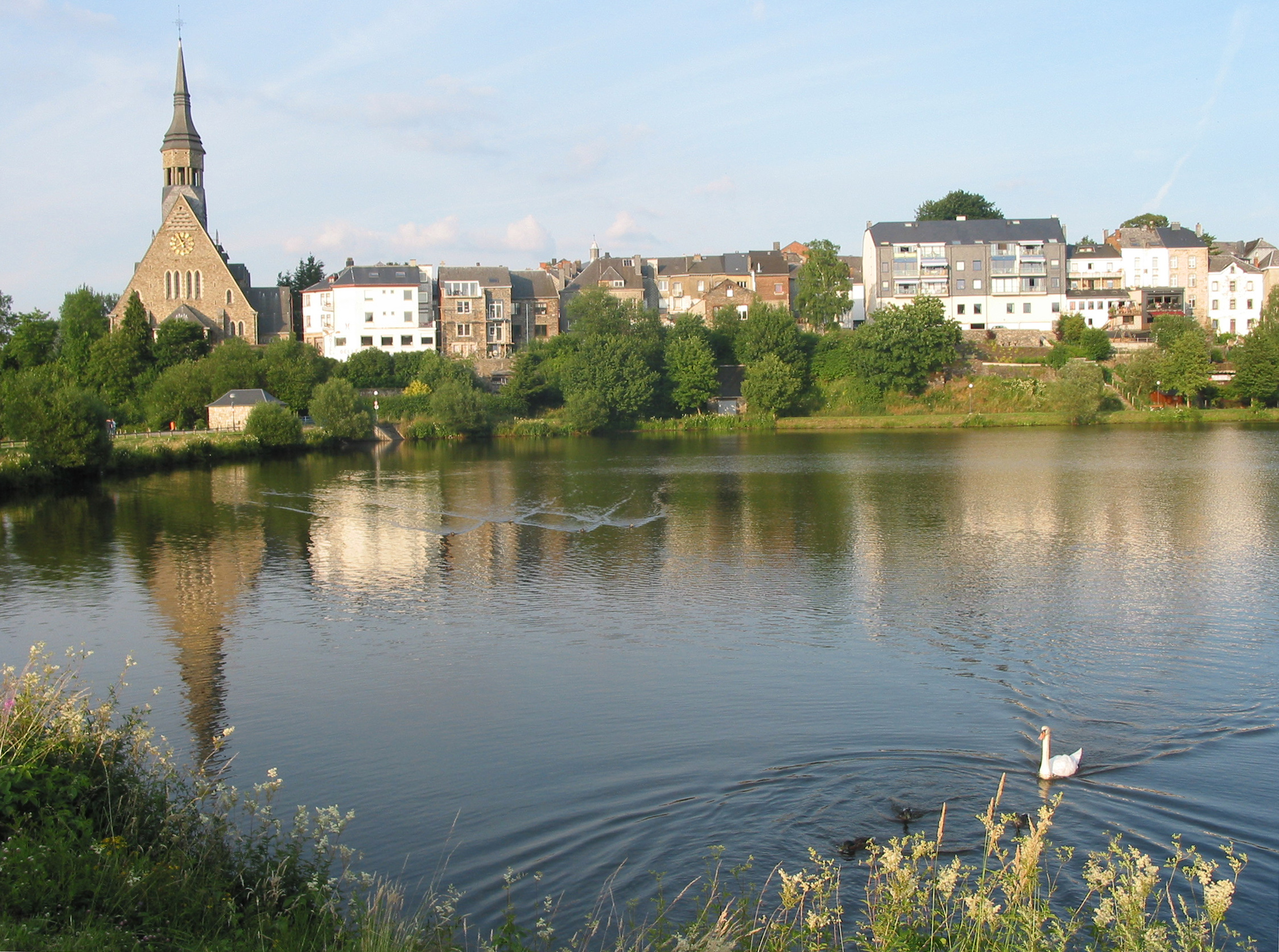
Zicht op het centrum van Vielsalm vanaf het meer van de Doyards

## Toponymie
De naam Vielsalm dateert al uit de Romeinse tijd. Het betekent: Oude Salm(o), naar de gelijknamige rivier de Salm. Vielsalm ontleent zijn naam aan het gelijknamige graafschap. In 1163 werd het graafschap Salm verdeeld in Oppersalm (in de Vogezen) en Oudsalm (in de Ardennen).

## Geschiedenis

### Prehistorie
De oudste vondsten op het grondgebied van Vielsalm dateren uit de prehistorie.

### Gallo-Romeinse tijd
Er is een oude goudmijn aanwezig op het grondgebied van de gemeente, de Trou des Massotais
met ontginning vanaf de Keltische tijd (ca. 360 v.C.) tot in de late Gallo-Romeinse periode (ca. 400 n.C.) en toen waarschijnlijk gestopt wegens uitputting .
Nu resteert enkel nog een poel in een bos.

### Graafschap Salm en Franse tijd
Het graafschap Salm, waartoe Vielsalm behoorde, is gesticht rond het jaar 1000. Het oudste document dat het bestaan van het graafschap bevestigt is gedateerd 1034-1035. In het document wordt comes Gisilbertus de Salm vernoemd, ofwel Giselbert van Luxemburg, een graaf die behoort tot de stichters van het in die tijd zeer belangrijke en uitgestrekte hertogdom Luxemburg.
In 1131 werd voor het eerst melding gemaakt van de ecclesia de Salmes, ofwel de kerk van Salm. Toen bestond de kerk echter al lang en de oprichting ervan is waarschijnlijk te danken aan het apostolisch werk van de monniken van de Abdij van Stavelot, waaraan de kerk ook belastingen verschuldigd was. De parochie Salm was redelijk groot en omvatte naast Vielsalm onder andere ook Grand-Halleux, Petit-Thier, Goronne, Cierreux en Commanster.
Over de eeuwen heen is de bevolking gestegen en dit maakte de parochiekerk te klein. Bovendien was het dorp te ver gelegen voor sommige parochianen. Dit zorgde voor een wens van de bevolking van andere dorpen om een eigen religieus gebouw op te richten, wat ook gebeurde. Grand-Halleux kreeg een kapel in 1430, Commanster in 1683, Goronne in 1691, Burtonville in 1703, Petit-Thier en Cierreux in 1704, Salmchâteau in 1725 en Ville-du-Bois in 1766.
Het hertogdom Salm heeft acht eeuwen overleefd. Op 1 oktober 1795 worden de Oostenrijkse Nederlanden per decreet bij Frankrijk gevoegd. Vielsalm werd deel van het departement Ourthe.
In 1803 werd de parochie Vielsalm ingericht zoals het nu nog altijd zo is. De oude parochie werd opgedeeld in verschillende parochies door het Concordaat van 15 juli 1801. Vielsalm werd meteen ook de hoofdplaats van een decanaat. De nieuwe parochie bevatte Cierreux, Goronne, Grand-Halleux, Petit-Thier en Salmchâteau niet meer. Het verloor later ook nog Commanster in 1835, Ville-du-Bois in 1842 en Burtonville in 1913.

### Verenigd Koninkrijk der Nederlanden en België
In 1815, toen het Verenigd Koninkrijk der Nederlanden werd opgericht, werd de plaats deel van de provincie Luik. Drie jaar later werd het bij de provincie Luxemburg gevoegd. De overstap van de parochie Vielsalm van het Bisdom Luik naar het Bisdom Namen volgde pas in 1843.
Rond 1900 was Vielsalm een vakantieoord en jachtplaats voor de burgerij van de Belgische zaken- en financiënwereld.
De huidige gemeente Vielsalm is het resultaat van de fusie van de voormalige gemeenten Vielsalm, Grand-Halleux, Petit-Thier en Bihain in 1977. Ook werden enkele afzonderlijke dorpen bij de nieuwe gemeente gevoegd, namelijk Commanster, Goronne, Provedroux, La Bedinne en enkele huizen van de dorpen Salmchâteau en Sart.

## Geografie
Geologisch behoort Vielsalm tot het Massief van Stavelot en het gaf zijn naam aan het Salmien. Het grondgebied van Vielsalm behoort tot de Hoge Ardennen. Baraque de Fraiture (652 m) in Bihain is het hoogste punt van het plateau des Tailles. 's Winters kan hier bij voldoende sneeuw wintersport worden bedreven.

### Hydrografie
Door Vielsalm stroomt het riviertje de Salm.

## Kernen

### Deelgemeenten
| # | Naam          | Opp. (km²) | Inwoners (2020) | Inwoners per km² | NIS-code |
| - | ------------- | ---------- | --------------- | ---------------- | -------- |
| 1 | Vielsalm      | 36,16      | 4.328           | 120              | 82032A   |
| 2 | Petit-Thier   | 30,69      | 619             | 20               | 82032B   |
| 3 | Bihain        | 49,00      | 1.579           | 32               | 82032C   |
| 4 | Grand-Halleux | 24,83      | 1.360           | 55               | 82032D   |

### Overige kernen
Op het grondgebied van de verschillende deelgemeenten liggen verschillende dorpen en gehuchten: Bêche, Burtonville, Cahay, Commanster, La Comté, Dairomont, Ennal, Farnières, Fraiture, Goronne, Hébronval, Joubiéval, Neuville, Ottré, Petit-Halleux, Poteau, Provedroux, Regné, Rencheux, Salmchâteau en Ville-du-Bois.

### Aangrenzende gemeenten
Het grondgebied van de gemeente Vielsalm is zeer uitgestrekt waardoor zij aan een veelvoud van andere gemeentes grenst, onder andere enkele van de provincie Luik. Zo grenst zij in het noorden aan de gemeente Trois-Ponts, in het oosten aan de gemeente Sankt Vith, in het zuiden aan de gemeentes Gouvy en Houffalize en in het westen aan de gemeentes Manhay en Lierneux.
| Aangrenzende gemeenten | Aangrenzende gemeenten | Aangrenzende gemeenten | Aangrenzende gemeenten | Aangrenzende gemeenten |
| ---------------------- | ---------------------- | ---------------------- | ---------------------- | ---------------------- |
|                        |                        | Trois-Ponts            |                        |                        |
|                        |                        |                        |                        |                        |
| Manhay, Lierneux       | Sankt Vith             |                        |                        |                        |
|                        |                        |                        |                        |                        |
|                        |                        | Gouvy, Houffalize      |                        |                        |

## Demografische evolutie

### Demografische evolutie voor de fusie
- Bronnen:NIS, Opm:1831 tot en met 1970=volkstellingen
- 1856: Afsplitsing van Petit-Thier

### Demografische evolutie van de fusiegemeente
Alle historische gegevens hebben betrekking op de huidige gemeente, inclusief deelgemeenten, zoals ontstaan na de fusie van 1 januari 1977.
- Bronnen:NIS, Opm:1831 tot en met 1981=volkstellingen; 1990 en later= inwonertal op 1 januari

| Inwoners van jaar tot jaar op 1 januari 1992 tot heden | Inwoners van jaar tot jaar op 1 januari 1992 tot heden | Inwoners van jaar tot jaar op 1 januari 1992 tot heden |
| jaar                                                   | Aantal                                                 | Evolutie: 1992=index 100                               |
| ------------------------------------------------------ | ------------------------------------------------------ | ------------------------------------------------------ |
| 1992                                                   | 6.914                                                  | 100,0                                                  |
| 1993                                                   | 6.962                                                  | 100,7                                                  |
| 1994                                                   | 6.953                                                  | 100,6                                                  |
| 1995                                                   | 7.033                                                  | 101,7                                                  |
| 1996                                                   | 7.032                                                  | 101,7                                                  |
| 1997                                                   | 7.051                                                  | 102,0                                                  |
| 1998                                                   | 7.085                                                  | 102,5                                                  |
| 1999                                                   | 7.076                                                  | 102,3                                                  |
| 2000                                                   | 7.182                                                  | 103,9                                                  |
| 2001                                                   | 7.196                                                  | 104,1                                                  |
| 2002                                                   | 7.254                                                  | 104,9                                                  |
| 2003                                                   | 7.267                                                  | 105,1                                                  |
| 2004                                                   | 7.253                                                  | 104,9                                                  |
| 2005                                                   | 7.315                                                  | 105,8                                                  |
| 2006                                                   | 7.325                                                  | 105,9                                                  |
| 2007                                                   | 7.339                                                  | 106,1                                                  |
| 2008                                                   | 7.407                                                  | 107,1                                                  |
| 2009                                                   | 7.461                                                  | 107,9                                                  |
| 2010                                                   | 7.513                                                  | 108,7                                                  |
| 2011                                                   | 7.505                                                  | 108,5                                                  |
| 2012                                                   | 7.468                                                  | 108,0                                                  |
| 2013                                                   | 7.568                                                  | 109,5                                                  |
| 2014                                                   | 7.574                                                  | 109,5                                                  |
| 2015                                                   | 7.657                                                  | 110,7                                                  |
| 2016                                                   | 7.689                                                  | 111,2                                                  |
| 2017                                                   | 7.783                                                  | 112,6                                                  |
| 2018                                                   | 7.821                                                  | 113,1                                                  |
| 2019                                                   | 7.814                                                  | 113,0                                                  |
| 2020                                                   | 7.886                                                  | 114,1                                                  |
| 2021                                                   | 7.879                                                  | 114,0                                                  |
| 2022                                                   | 7.891                                                  | 114,1                                                  |
| 2023                                                   | 7.942                                                  | 114,9                                                  |
| 2024                                                   | 7.940                                                  | 114,8                                                  |
| 2025                                                   | 7.853                                                  | 113,6                                                  |

## Cultuur

### Evenementen
's Zomers, op 21 juli, trekt het plaatsje veel toeristen bij de "bosbessenfeesten". Wegens zijn bosrijke omgeving is Vielsalm immers "la capitale des Myrtilles". Er wordt altijd een carnavalesk defilé georganiseerd met de beroemde macrales, een soort heksen.

### Bezienswaardigheden
De gemeente Vielsalm heeft onder andere de volgende bezienswaardigheden:
- Château des Comtes de Salm in Salmchâteau
- Kapel van Farnières
- Kasteel van Farnières
- Tankmonument

## Verkeer en vervoer

### Wegennet
De gemeente is goed ontsloten door middel van de E25, Luik - Bastenaken, via de afrit bij Baraque de Fraiture. Tevens kan men Vielsalm bereiken door de oostelijker gelegen E42, Verviers-Prüm, bij Sankt Vith te verlaten.
De belangrijkste wegen in en rond Vielsalm zijn:
- : richting Deiffelt en de Duitse grens; aansluiting met
- N675: richting Sankt Vith; aansluiting met
- : richting Vaux-Chavanne
- : richting Beho

### Trein
Station Vielsalm is gelegen aan spoorlijn 42 tussen Luik en Luxemburg. Inmiddels gesloten spoorwegstations zijn: station Grand-Halleux, station Rencheux en station Salmchâteau.

## Politiek

### Resultaten gemeenteraadsverkiezingen sinds 1976
| Partij                                                                       | 10-10-1976 | 10-10-1976 | 10-10-1982 | 10-10-1982 | 9-10-1988 | 9-10-1988 | 9-10-1994 | 9-10-1994 | 8-10-2000 | 8-10-2000 | 8-10-2006 | 8-10-2006 | 14-10-2012 | 14-10-2012 | 14-10-2018 | 14-10-2018 | 13-10-2024 | 13-10-2024 |
| Stemmen / Zetels                                                             | %          | 17         | %          | 17         | %         | 17        | %         | 17        | %         | 19        | %         | 19        | %          | 19         | %          | 19         | %          | 19         |
| ---------------------------------------------------------------------------- | ---------- | ---------- | ---------- | ---------- | --------- | --------- | --------- | --------- | --------- | --------- | --------- | --------- | ---------- | ---------- | ---------- | ---------- | ---------- | ---------- |
| Ren Reg1 / GN2 / PSC3 / POUR4 / cdH5 / Bourgmestre6                          | 29,951     | 5          | 24,952     | 4          | 37,041    | 7         | 40,493    | 8         | 36,04     | 7         | 34,165    | 7         | 44,626     | 10         | 54,856     | 11         | 68,406     | 14         |
| ECOLO1/ Alter-NativeC                                                        | -          |            | 4,191      | 0          | 4,261     | 0         | 4,501     | 0         | 8,571     | 1         | 15,111    | 2         | 15,131     | 2          | 18,991     | 3          | 31,60C     | 5          |
| Remacle1 / L.Bourg.2 / BOURGMA / UNISB / Mayeur3 / Comm'Vous4/ Alter-NativeC | 49,011     | 9          | 54,471     | 11         | 44,572    | 8         | 48,2A     | 9         | 55,42B    | 11        | 33,33     | 7         | 25,463     | 5          | 26,164     | 5          | 31,60C     | 5          |
| CN1 / SC2 / Int.Com.3 / BOURGMA / UNISB / GERER4 / IC5                       | 21,041     | 3          | 15,922     | 2          | 14,133    | 2         | 48,2A     | 9         | 55,42B    | 11        | 17,424    | 3         | 14,795     | 2          | -          |            | -          |            |
| RW                                                                           | -          |            | 0,48       | 0          | -         |           | -         |           | -         |           | -         |           | -          |            | -          |            | -          |            |
| IC                                                                           | -          |            | -          |            | -         |           | 6,81      | 0         | -         |           | -         |           | -          |            | -          |            | -          |            |
| Totaal stemmen                                                               | 4686       | 4686       | 4754       | 4754       | 4792      | 4792      | 4879      | 4879      | 4966      | 4966      | 5125      | 5125      | 5026       | 5026       | 5282       | 5282       | 5059       | 5059       |
| Opkomst %                                                                    |            |            |            |            | 94,72     | 94,72     | 93,84     | 93,84     | 92,53     | 92,53     | 93,30     | 93,30     | 88,83      | 88,83      | 89,45      | 89,45      | 85,18      | 85,18      |
| Blanco en ongeldig %                                                         | 1,81       | 1,81       | 3,53       | 3,53       | 4,01      | 4,01      | 4,88      | 4,88      | 6,77      | 6,77      | 5,37      | 5,37      | 6,23       | 6,23       | 8,08       | 8,08       | 8,68       | 8,68       |

## Economie
In de gemeente ligt het bungalowpark Les Ardennes van de keten Center Parcs. Het werd in 1992 geopend onder de vlag van Sunparks, maar werd in 2017 overgenomen.

## Stedenbanden
- Bruyères (Frankrijk), sinds 1959

## Geboren in Vielsalm
- Marcel Remacle (1929-2011), politicus
- Charly Talbot (1937-2003), politicus
- Luc Misson (1952-2025), advocaat
- Olivier Werner (1985), voetballer

## Trivia
Het Suske en Wiske-verhaal De macabere macralles speelt zich grotendeels af in Vielsalm, de bosbessen en Gustine Maca (een vermeende heks) spelen een belangrijke rol.
De tv serie Public Enemi speelt grotendeels af in Vielsart. Dat is een fictief dorp en heeft niets met Vielsalm van doen.